# Dongfeng Yulon
Dongfeng Yulon Motor Co., Ltd. était une entreprise de fabrication automobile basée à Hangzhou, en Chine, et une coentreprise à parts égales entre le constructeur automobile chinois Dongfeng Motor Corporation et le constructeur automobile taïwanais Yulon Motor.

## Histoire
Le 29 juillet 2010, Dongfeng Motor a obtenu l'approbation de la Commission nationale du développement et de la réforme de Chine pour la création d'une coentreprise avec Yulon Motor.[réf. nécessaire]
Dongfeng Yulon a été officiellement créée le 14 décembre 2010, les deux partenaires étant convenus d'investir un montant initial de 3,4 milliards de yuans (510 millions de dollars) dans l'entreprise,.
Dongfeng Yulon a commencé la production de son premier modèle, le SUV Luxgen 7, le 28 juillet 2011. Mainland China sales of the Luxgen 7 began in October 2011.
En raison de la baisse des ventes au cours des dernières années, Dongfeng Yulon a été mise en liquidation judiciaire en novembre 2020.

## Des produits
Dongfeng Yulon produit actuellement les véhicules suivants :
- Luxgen S3 (1.6 litre)
- Luxgen S5 (1.8 et 2.0 litres)
- Luxgen U5
- Luxgen U6 (1.8 et 2.0 litres)
- Luxgen M7 (2.0 litre)
- Luxgen CEO MPV (2.2 litre)
- Luxgen U7 (2.0 et 2.2 litres)

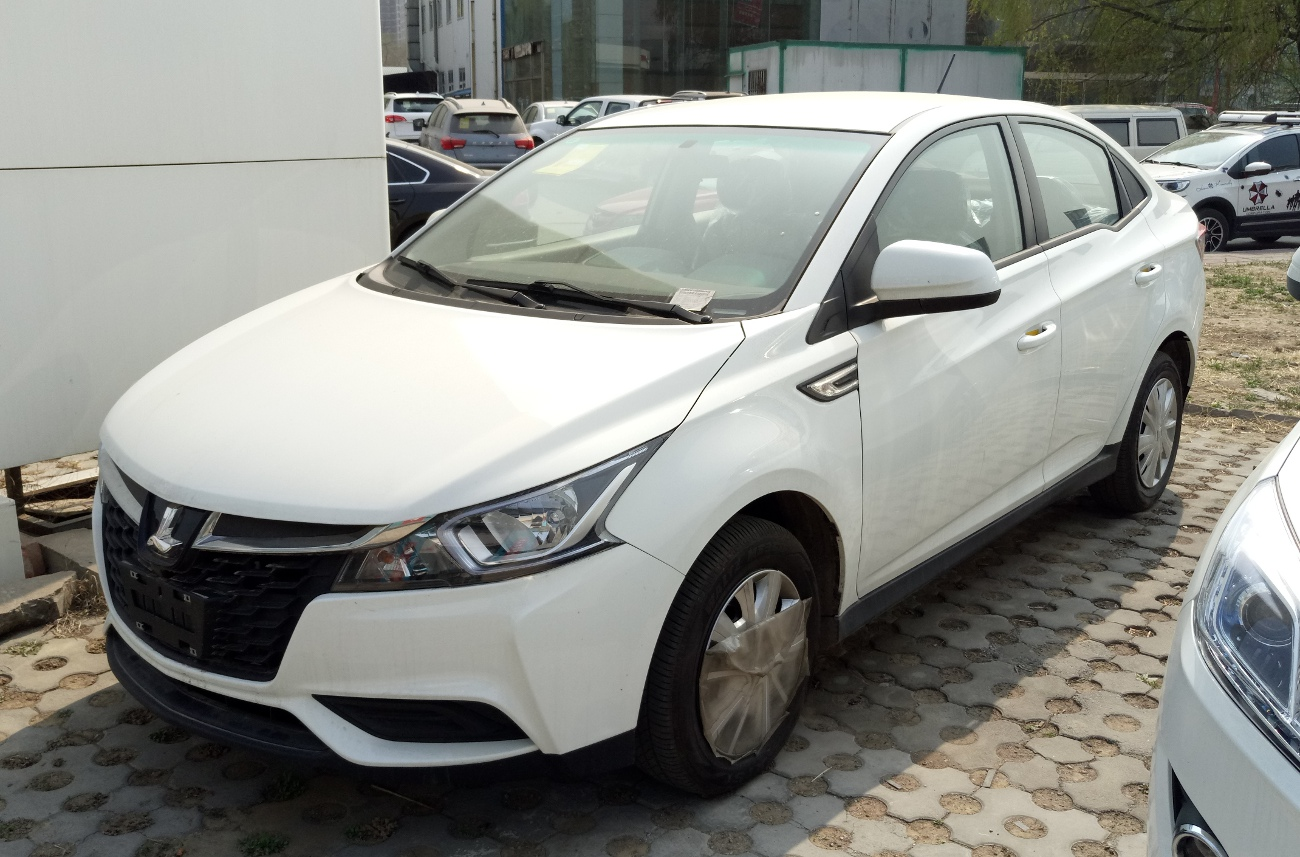
Luxgen S3.
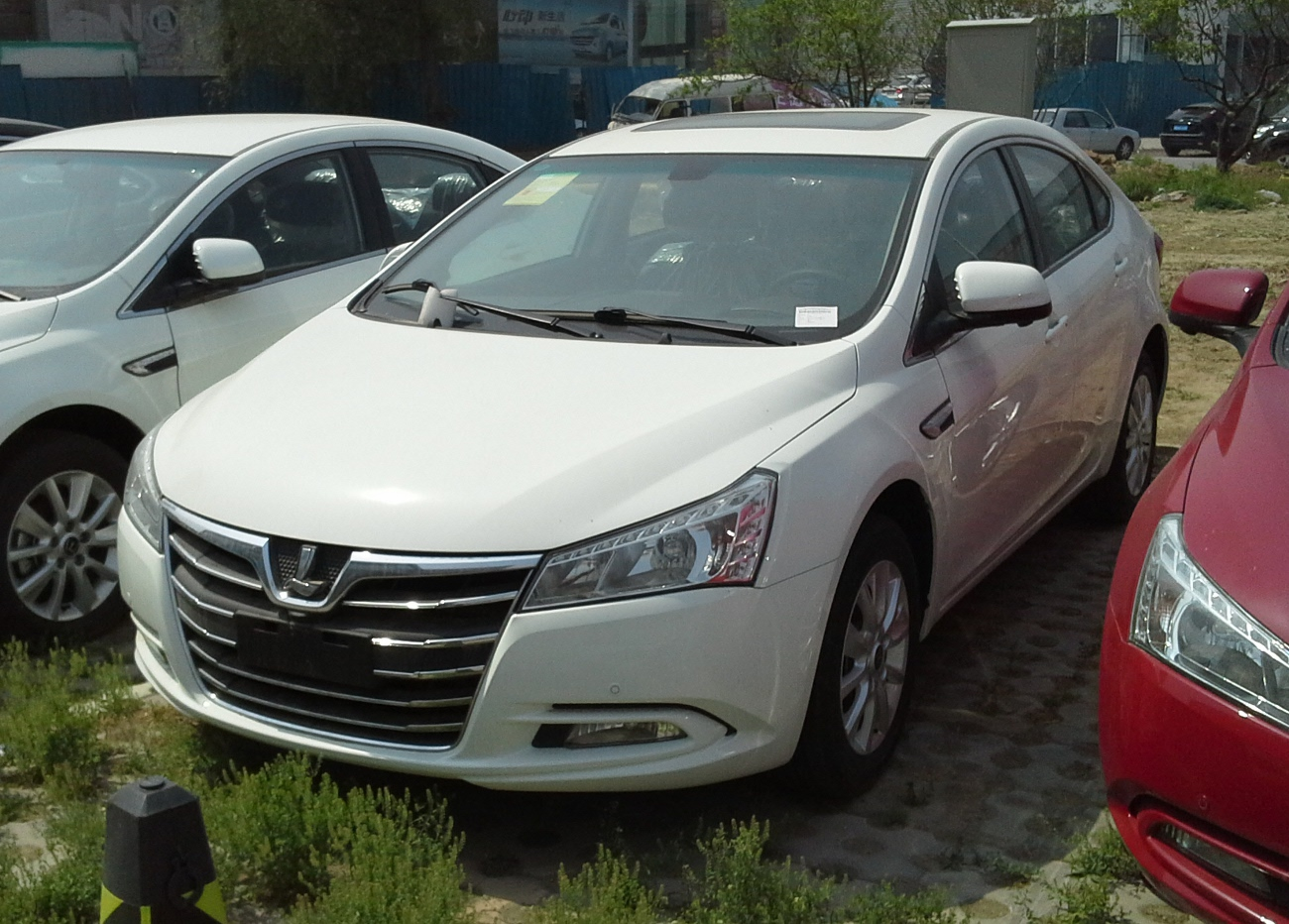
Luxgen S5.
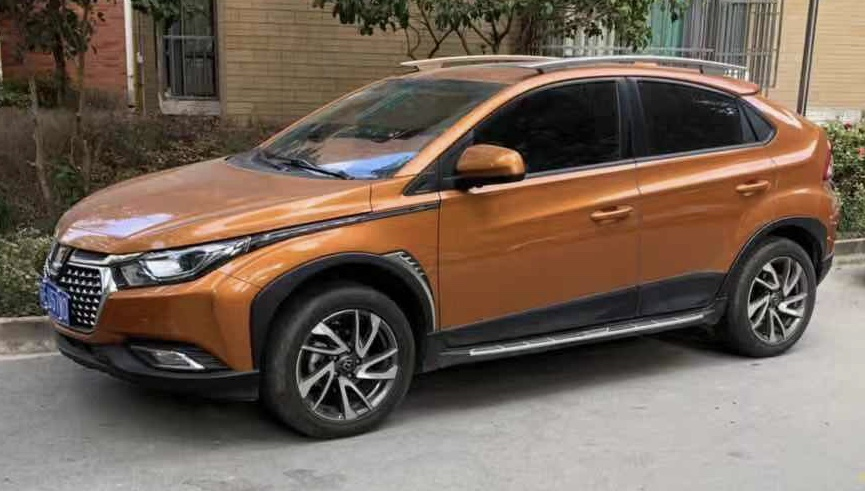
Luxgen U5.
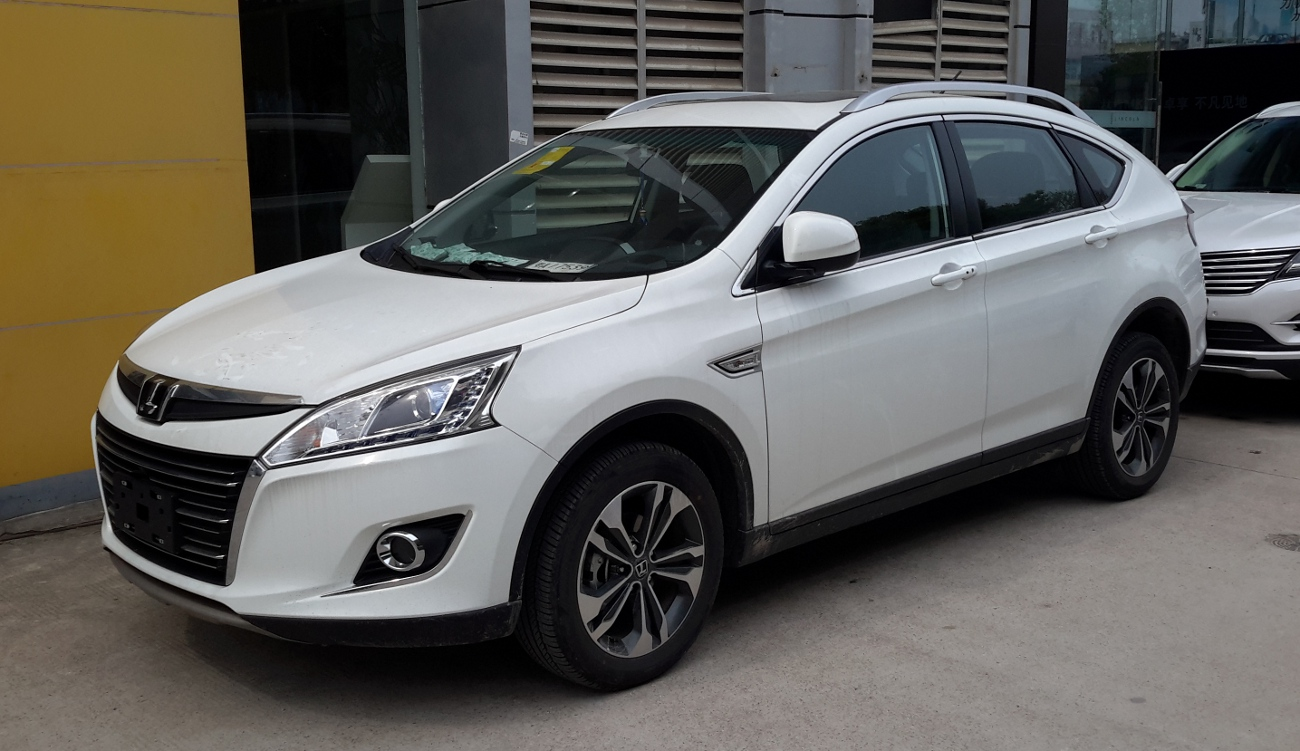
Luxgen U6.
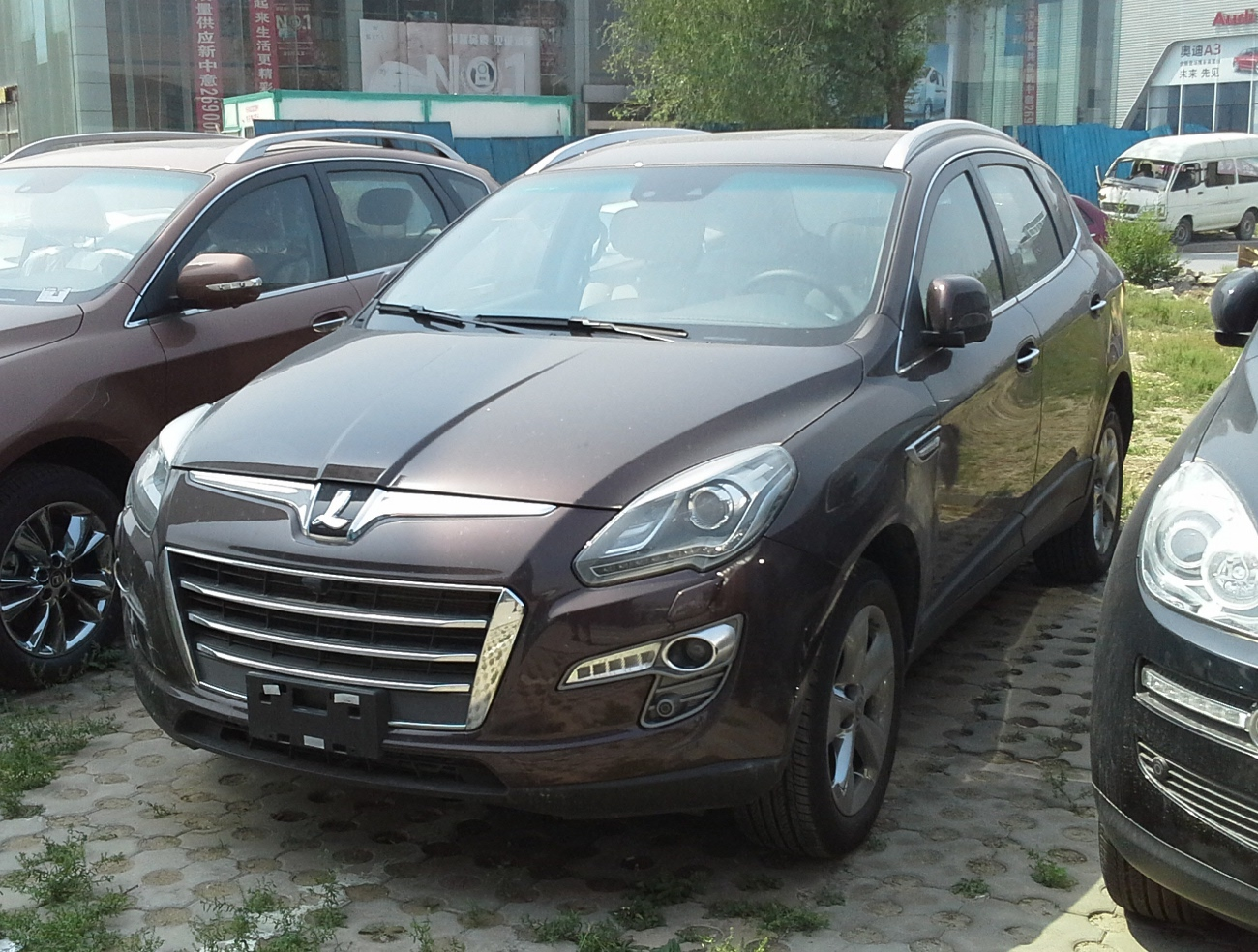
Luxgen U7.
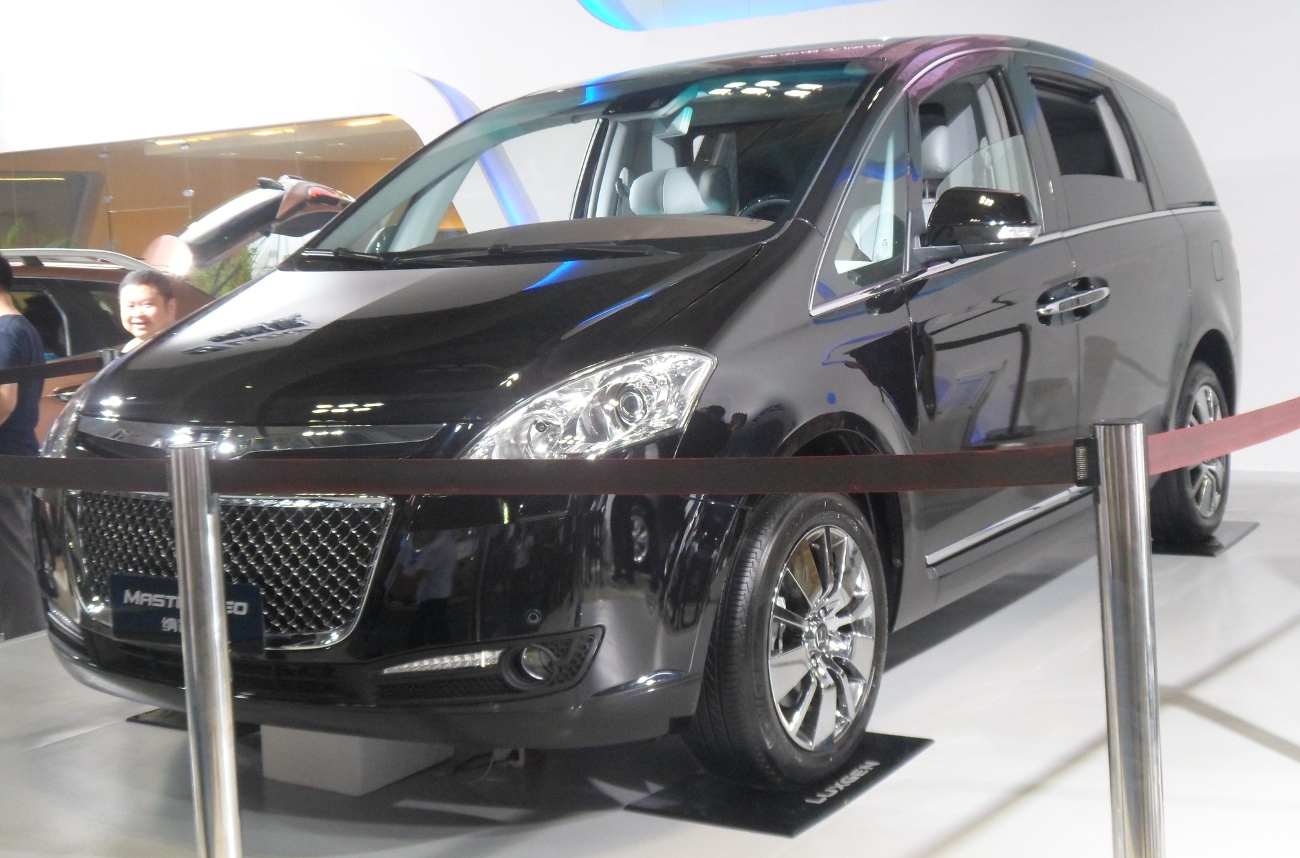
Luxgen Master CEO MPV.

## Opérations
Dongfeng Yulon exploite des installations de fabrication dans la zone industrielle de Linjiang à Xiaoshan, qui ont une capacité de production annuelle de 120 000 véhicules et 120 000 moteurs.

## Ventes
Dongfeng Yulon a vendu un total de 31 106 véhicules en 2011, dont la majorité étaient des modèles Luxgen 7.
Au total, 31 270 véhicules de la marque Luxgen ont été vendus en Chine en 2013, ce qui en fait la 49e marque automobile la plus vendue dans le pays cette année-là.